# Corporación Mozilla
Mozilla Corporation es una empresa filial de propiedad total de la Fundación Mozilla que coordina e integra el desarrollo de aplicaciones informáticas relacionadas con Internet como el navegador web Mozilla Firefox y el cliente de correo electrónico Mozilla Thunderbird. El desarrollo de estas aplicaciones se lleva a cabo principalmente mediante las contribuciones de una comunidad organizada de voluntarios desarrolladores en código abierto, y con la adición de unos pocos desarrolladores, empleados de la corporación.
La corporación se creó el 3 de agosto de 2005 con el objetivo de gestionar las operaciones relacionadas con ingresos de la Fundación Mozilla. Como organización sin ánimo de lucro, la Fundación Mozilla está limitada en cuanto a los tipos y cantidades de ingresos. La Corporación Mozilla, como organización sujeta a impuestos (esencialmente, una entidad comercial), no necesita cumplir las normas estrictas de las organizaciones sin ánimo de lucro. Desde su creación, la Corporación Mozilla tomó bajo su responsabilidad varias áreas de la Fundación Mozilla, como la coordinación e integración del desarrollo de Firefox y Thunderbird y la gestión de las relaciones con empresas.